# Rusko-bizantinski sporazum (945)
Rusko-bizantinski sporazum med kijevskim knezom Igorjem  in bizantinskim cesarjem Konstantinom VII. je bila sklenjen leta 944 ali 945 kot sklepno dejanje rusko-bizantinske vojne leta 941. Vojno je začela Kijevska Rusija. Določbe sporazuma iz leta 945 so bile za Ruse manj ugodne od tistih iz prejšnjega sporazuma, ki ga je s cesarstvom sklenil Oleg Novgorodski, sporazum kot tak pa je bil vsekakor eden od prvih pisnih pravnih aktov Kijevske Rusije. 
Besedilo sporazuma, kot je ohranjeno v Prvi kroniki, vsebuje obljube Rusov, da ne bodo napadli Hersona, bizantinske eksklave na Krimu (8. člen). Ustje reke Dneper (Beloberežje) naj bi upravljali skupaj obe državi, vendar je bilo Rusom tam prepovedano prezimovati in zatirati ribiče iz Hersona (člen 12). 2. člen sporazuma vsebuje določbe o pomorskem pravu. Da bi ločili miroljubne trgovce od piratov, je morala vsaka ruska ladja imeti listino kijevskega kneza z izjavo, koliko ljudi in koliko ladij bo plulo v Konstantinopel. V nasprotnem primeru bi rusko ladjo lahko zasegle cesarske oblasti. 
Besedilo vsebuje tudi seznam ruskih pooblaščencev, na katerem je najmanj petdeset oseb.  Velika večina pooblaščencev ima skandinavska imena. Del ruskih odposlancev je ob podpisu prisegal na svoje poganske bogove, drugi pa na krščanskega boga, kar kaže na to, da je bil del ruske elite pokristjanjen. 
V sporazumu je omenjenih 76 imen: 12 jih je pripadalo vladajoči družini, 11 poslancem, 27 drugim agentom in 26 trgovcem. V knežji družini so omenjena tri slovanska imena: Svjatoslav, sin kneza Igorja (Ingvarja), ter Volodislav in Predslava, ki sta z njim v neznanem sorodstvu. Ostali člani družine imajo skandinavska imena, npr. Olga (Helga), Akun (Hákon), Sfanda (Svanhildr), Uleb (Óleifr) itd. Tudi odposlanci imajo staronordijska imena, razen treh, ki imajo finska imena. Olga ima predstavnika s finskim imenom Iskusevi, medtem ko Volodislava predstavlja nekdo z norveškim imenom Uleb (Óleifr). Med 27 agenti so nekateri s finskimi imeni, a nobeden s slovanskim, medtem ko so med 26 trgovci trije s finskimi imeni in dva s slovanskima.
- Igor sprejema ruskega in grškega odposlanika, ki kneza obveščata o mirovnih pogojih cesarja Romana; miniatura iz Radzivilske kronike, konec 15. stoletja
- Igor in njegovi poganski možje prisegajo pred kipom Peruna, njegovi kristjani  pa pri cerkvi sv. Ilije, miniatura iz Radzivilske kronike, konec 15. stoletja

## Vira
- (rusko) Повесть временных лет, ч. 1–2, М.—Л., 1950.
- (rusko) Памятники русского права, в. 1, сост. А. А. Зимин, М., 1952 (библ.).